# Tyler James
Tyler James (Londres - 5 de janeiro de 1982), nome artístico de Kenneth Wilson Gordon, é um cantor e compositor britânico nascido e criado em East End, Londres.
James ingressou na carreira musical apresentando-se em pequenos clubes e bares de Londres, onde chamou a atenção de um produtor musical da Island Records. Ele assinou contrato com a gravadora em 2003 e deu início as gravações do seu primeiro álbum de estúdio, The Unlikely Lad, lançado digitalmente em 29 de agosto de 2005. O primeiro single lançado do disco foi "Why Do I Do?" que chegou ao número vinte e cinco no UK Singles Charts. Dando continuidade à sua carreira o cantor lançou o seu segundo single, "Foolish", na primavera de 2005. Para promover-lo James realizou uma apresentação no Top of the Pops, o que fez com que o single chegasse à décima sexta posição da parada nacional. Em seguida o cantor lançou o single "Your Woman", que chegou à sexagésima posição. Mais tarde, James saiu em turnê com McFly, mas devido o mal desempenho de "Your Woman" nas tabelas musicais ele foi abandonado por sua gravadora, desaparecendo assim do cenário musical.
Ele voltou à proeminência em 2012, quando fez um teste para participar do programa The Voice United Kingdom, onde ficou na segunda colocação do programa tornando-se o vice-campeão. Em julho de 2012, foi anunciado que o cantor havia assinado um novo contrato com a Island e com a Universal Music Group e começou a trabalhar em seu segundo álbum de estúdio. Em 7 de outubro de mesmo ano, ele lançou "Single Tear" como o primeiro single do seu segundo álbum, intitulado A Place I Go, lançado oficialmente em 26 de outubro de 2012.

## Discografia

### Álbuns de estúdio
- 2005: The Unlikely Lad
- 2012: A Place I Go (#47 - UK Albums Chart)[3]

### Singles
- 2005: "Why Do I Do?" (#25 - UK Singles Charts)[3]
- 2005: "Foolish" (#16 - UK Singles Charts)[3]
- 2005: "Your Woman" (#60 - UK Singles Charts)[3]
- 2012: "Higher Love" (#39 - UK Singles Charts)[3]
- 2012: "Single Tear" (#28 - UK Singles Charts) [3]
- 2012: "Worry About You"